# 2227 Otto Struve
2227 Otto Struve este un asteroid din centura principală, descoperit pe 13 septembrie 1955, de Goethe Link Obs..